# Cincinnati Open
Cincinnati Open – kobiecy turniej tenisowy kategorii WTA 1000 zaliczany do cyklu WTA Tour i męski turniej kategorii ATP Tour Masters 1000 zaliczany do cyklu ATP Tour.
Pierwsza edycja zawodów odbyła się w 1899 roku. W 1918 roku turniej nie został rozegrany z powodu I wojny światowej, w 1921 roku z powodu opadów deszczu, a w 1935 z powodu wielkiego kryzysu. W latach 1974–1987 i 1989–2003 nie odbyły się imprezy kobiece. W 2020 w związku z pandemią COVID-19 turniej przeniesiono na obiekty USTA Billie Jean King National Tennis Center w Nowym Jorku, aby uniknąć podróży zawodników przed odbywającym się w tym samym miejscu wielkoszlemowym US Open.

## Mecze finałowe

### Gra pojedyncza mężczyzn
| Rok  | Zwycięzca          | Finalista           | Wynik                   |
| 2025 | Carlos Alcaraz     | Jannik Sinner       | 5:0k                    |
| 2024 | Jannik Sinner      | Frances Tiafoe      | 7:6(4), 6:2             |
| 2023 | Novak Đoković      | Carlos Alcaraz      | 5:7, 7:6(7), 7:6(4)     |
| 2022 | Borna Ćorić        | Stefanos Tsitsipas  | 7:6(0), 6:2             |
| 2021 | Alexander Zverev   | Andriej Rublow      | 6:2, 6:3                |
| 2020 | Novak Đoković      | Milos Raonic        | 1:6, 6:3, 6:4           |
| 2019 | Daniił Miedwiediew | David Goffin        | 7:6(3), 6:4             |
| 2018 | Novak Đoković      | Roger Federer       | 6:4, 6:4                |
| 2017 | Grigor Dimitrow    | Nick Kyrgios        | 6:3, 7:5                |
| 2016 | Marin Čilić        | Andy Murray         | 6:4, 7:5                |
| 2015 | Roger Federer      | Novak Đoković       | 7:6(1), 6:3             |
| 2014 | Roger Federer      | David Ferrer        | 6:3, 1:6, 6:2           |
| 2013 | Rafael Nadal       | John Isner          | 7:6(8), 7:6(3)          |
| 2012 | Roger Federer      | Novak Đoković       | 6:0, 7:6(7)             |
| 2011 | Andy Murray        | Novak Đoković       | 6:4, 3:0 krecz          |
| 2010 | Roger Federer      | Mardy Fish          | 6:7(5), 7:6(1), 6:4     |
| 2009 | Roger Federer      | Novak Đoković       | 6:1, 7:5                |
| 2008 | Andy Murray        | Novak Đoković       | 7:6(4), 7:6(5)          |
| 2007 | Roger Federer      | James Blake         | 6:1, 6:4                |
| 2006 | Andy Roddick       | Juan Carlos Ferrero | 6:3, 6:4                |
| 2005 | Roger Federer      | Andy Roddick        | 6:3, 7:5                |
| 2004 | Andre Agassi       | Lleyton Hewitt      | 6:3, 3:6, 6:2           |
| 2003 | Andy Roddick       | Mardy Fish          | 4:6, 7:6, 7:6           |
| 2002 | Carlos Moyá        | Lleyton Hewitt      | 7:5, 7:6                |
| 2001 | Gustavo Kuerten    | Patrick Rafter      | 6:1, 6:3                |
| 2000 | Thomas Enqvist     | Tim Henman          | 7:6, 6:4                |
| 1999 | Pete Sampras       | Patrick Rafter      | 7:6, 6:3                |
| 1998 | Patrick Rafter     | Pete Sampras        | 1:6, 7:6, 6:4           |
| 1997 | Pete Sampras       | Thomas Muster       | 6:3, 6:4                |
| 1996 | Andre Agassi       | Michael Chang       | 7:6, 6:4                |
| 1995 | Andre Agassi       | Michael Chang       | 7:5, 6:2                |
| 1994 | Michael Chang      | Stefan Edberg       | 6:2, 7:5                |
| 1993 | Michael Chang      | Stefan Edberg       | 7:5, 0:6, 6:4           |
| 1992 | Pete Sampras       | Ivan Lendl          | 6:3, 3:6, 6:3           |
| 1991 | Guy Forget         | Pete Sampras        | 2:6, 7:6, 6:4           |
| 1990 | Stefan Edberg      | Brad Gilbert        | 6:1, 6:1                |
| 1989 | Brad Gilbert       | Stefan Edberg       | 6:4, 2:6, 7:6           |
| 1988 | Mats Wilander      | Stefan Edberg       | 3:6, 7:6, 7:6           |
| 1987 | Stefan Edberg      | Boris Becker        | 6:4 6:1                 |
| 1986 | Mats Wilander      | Jimmy Connors       | 6:4, 6:1                |
| 1985 | Boris Becker       | Mats Wilander       | 6:4, 6:2                |
| 1984 | Mats Wilander      | Anders Järryd       | 7:6, 6:3                |
| 1983 | Mats Wilander      | John McEnroe        | 6:4, 6:4                |
| 1982 | Ivan Lendl         | Steve Denton        | 6:2, 7:6                |
| 1981 | John McEnroe       | Chris Lewis         | 6:3, 6:4                |
| 1980 | Harold Solomon     | Francisco González  | 7:6 6:3                 |
| 1979 | Peter Fleming      | Roscoe Tanner       | 6:4 6:2                 |
| 1978 | Eddie Dibbs        | Raúl Ramírez        | 5:7, 6:3, 6:2           |
| 1977 | Harold Solomon     | Mark Cox            | 6:2, 6:3                |
| 1976 | Roscoe Tanner      | Eddie Dibbs         | 7:6, 6:3                |
| 1975 | Tom Gorman         | Sherwood Stewart    | 7:5, 2:6, 6:4           |
| 1974 | Marty Riessen      | Bob Lutz            | 7:6, 7:6                |
| 1973 | Ilie Năstase       | Manuel Orantes      | 5:7, 6:3, 6:4           |
| 1972 | Jimmy Connors      | Guillermo Vilas     | 6:3, 6:3                |
| 1971 | Stan Smith         | Juan Gisbert        | 7:6, 6:3                |
| 1970 | Ken Rosewall       | Cliff Richey        | 7:9, 9:7, 8:6           |
| 1969 | Cliff Richey       | Allan Stone         | 6:1, 6:2                |
| 1968 | William Harris     | Tom Gorman          | 3:6, 6:2, 6:2           |
| 1967 | Joaquín Loyo-Mayo  | Jaime Fillol        | 8:6, 6:1                |
| 1966 | David Power        | William Harris      | 7:5, 3:6, 0:6, 6:1, 6:2 |
| 1965 | Billy Lenoir       | Herb Fitzgibbon     | 1:6, 6:3, 6:3, 9:7      |
| 1964 | Herb Fitzgibbon    | Robert Brien        | 6:1, 6:3, 6:1           |
| 1963 | Marty Riessen      | Herb Fitzgibbon     | 6:1, 6:3, 7:5           |
| 1962 | Marty Riessen      | Allen Fox           | 1:6, 6:2, 6:2, 6:3      |
| 1961 | Allen Fox          | Billy Lenoir        | 3:6, 8:6, 6:2, 6:1      |
| 1960 | Miguel Olvera      | Crawford Henry      | 4:6, 9:7, 6:4           |

### Gra podwójna mężczyzn
| Rok  | Zwycięzcy                            | Finaliści                         | Wynik                |
| 2025 | Nikola Mektić Rajeev Ram             | Lorenzo Musetti Lorenzo Sonego    | 4:6, 6:3, 10-5       |
| 2024 | Marcelo Arévalo Mate Pavić           | Mackenzie McDonald Alex Michelsen | 6:2, 6:4             |
| 2023 | Máximo González Andrés Molteni       | Jamie Murray Michael Venus        | 3:6, 6:1, 11–9       |
| 2022 | Rajeev Ram Joe Salisbury             | Tim Pütz Michael Venus            | 7:6(4), 7:6(5)       |
| 2021 | Marcel Granollers Horacio Zeballos   | Steve Johnson Austin Krajicek     | 7:6(5), 7:6(5)       |
| 2020 | Pablo Carreño-Busta Alex de Minaur   | Jamie Murray Neal Skupski         | 6:2, 7:5             |
| 2019 | Ivan Dodig Filip Polášek             | Juan Sebastián Cabal Robert Farah | 4:6, 6:4, 10–6       |
| 2018 | Jamie Murray Bruno Soares            | Juan Sebastián Cabal Robert Farah | 4:6, 6:3, 10–6       |
| 2017 | Pierre-Hugues Herbert Nicolas Mahut  | Jamie Murray Bruno Soares         | 7:6(6), 6:4          |
| 2016 | Ivan Dodig Marcelo Melo              | Jean-Julien Rojer Horia Tecău     | 7:6(5), 6:7(5), 10–6 |
| 2015 | Daniel Nestor Édouard Roger-Vasselin | Marcin Matkowski Nenad Zimonjić   | 6:2, 6:2             |
| 2014 | Bob Bryan Mike Bryan                 | Vasek Pospisil Jack Sock          | 6:3, 6:2             |
| 2013 | Bob Bryan Mike Bryan                 | Marcel Granollers Marc López      | 6:4, 4:6, 10–4       |
| 2012 | Robert Lindstedt Horia Tecău         | Mahesh Bhupathi Rohan Bopanna     | 6:4, 6:4             |
| 2011 | Mahesh Bhupathi Leander Paes         | Michaël Llodra Nenad Zimonjić     | 7:6(4), 7:6(2)       |
| 2010 | Bob Bryan Mike Bryan                 | Mahesh Bhupathi Maks Mirny        | 6:3, 6:4             |
| 2009 | Daniel Nestor Nenad Zimonjić         | Bob Bryan Mike Bryan              | 3:6, 7:6(2), 15–13   |
| 2008 | Bob Bryan Mike Bryan                 | Jonatan Erlich Andy Ram           | 4:6, 7:6(2), 10–7    |
| 2007 | Jonatan Erlich Andy Ram              | Bob Bryan Mike Bryan              | 4:6, 6:3, 13–11      |
| 2006 | Jonas Björkman Maks Mirny            | Bob Bryan Mike Bryan              | 3:6, 6:3, 10–7       |
| 2005 | Jonas Björkman Maks Mirny            | Wayne Black Kevin Ullyett         | 7:6(3), 6:2          |
| 2004 | Mark Knowles Daniel Nestor           | Jonas Björkman Todd Woodbridge    | 6:2, 3:6, 6:3        |
| 2003 | Bob Bryan Mike Bryan                 | Wayne Arthurs Paul Hanley         | 7:5, 7:6(5)          |
| 2002 | James Blake Todd Martin              | Mahesh Bhupathi Maks Mirny        | 7:5, 6:3             |
| 2001 | Mahesh Bhupathi Leander Paes         | Martin Damm David Prinosil        | 7:6(3), 6:3          |
| 2000 | Todd Woodbridge Mark Woodforde       | Ellis Ferreira Rick Leach         | 7:6(6), 6:4          |
| 1999 | Jonas Björkman Byron Black           | Todd Woodbridge Mark Woodforde    | 6:3, 7:6(6)          |
| 1998 | Mark Knowles Daniel Nestor           | Olivier Delaître Fabrice Santoro  | 6:1, 2:1 krecz       |
| 1997 | Todd Woodbridge Mark Woodforde       | Mark Philippoussis Patrick Rafter | 7:6, 4:6, 6:4        |
| 1996 | Mark Knowles Daniel Nestor           | Sandon Stolle Cyril Suk           | 3:6, 6:3, 6:4        |
| 1995 | Todd Woodbridge Mark Woodforde       | Mark Knowles Daniel Nestor        | 6:2, 3:0 krecz       |
| 1994 | Alex O’Brien Sandon Stolle           | Wayne Ferreira Mark Kratzmann     | 6:7, 6:3, 6:2        |
| 1993 | Andre Agassi Petr Korda              | Stefan Edberg Henrik Holm         | 7:6, 6:4             |
| 1992 | Todd Woodbridge Mark Woodforde       | Patrick McEnroe Jonathan Stark    | 6:3, 1:6, 6:3        |
| 1991 | Ken Flach Robert Seguso              | Grant Connell Glenn Michibata     | 6:7, 6:4, 7:5        |
| 1990 | Darren Cahill Mark Kratzmann         | Neil Broad Gary Muller            | 7:6, 6:2             |

### Gra pojedyncza kobiet
| Rok        | Zwyciężczyni               | Finalistka                 | Wynik                      |
| 2025       | Iga Świątek                | Jasmine Paolini            | 7:5, 6:4                   |
| 2024       | Aryna Sabalenka            | Jessica Pegula             | 6:3, 7:5                   |
| 2023       | Coco Gauff                 | Karolína Muchová           | 6:3, 6:4                   |
| 2022       | Caroline Garcia            | Petra Kvitová              | 6:2, 6:4                   |
| 2021       | Ashleigh Barty             | Jil Teichmann              | 6:3, 6:1                   |
| 2020       | Wiktoryja Azaranka         | Naomi Ōsaka                | walkower                   |
| 2019       | Madison Keys               | Swietłana Kuzniecowa       | 7:5, 7:6(5)                |
| 2018       | Kiki Bertens               | Simona Halep               | 2:6, 7:6(6), 6:2           |
| 2017       | Garbiñe Muguruza           | Simona Halep               | 6:1, 6:0                   |
| 2016       | Karolína Plíšková          | Angelique Kerber           | 6:3, 6:1                   |
| 2015       | Serena Williams            | Simona Halep               | 6:3, 7:6(5)                |
| 2014       | Serena Williams            | Ana Ivanović               | 6:4, 6:1                   |
| 2013       | Wiktoryja Azaranka         | Serena Williams            | 2:6, 6:2, 7:6(6)           |
| 2012       | Li Na                      | Angelique Kerber           | 1:6, 6:3, 6:1              |
| 2011       | Marija Szarapowa           | Jelena Janković            | 4:6, 7:6(3), 6:3           |
| 2010       | Kim Clijsters              | Marija Szarapowa           | 2:6, 7:6(4), 6:2           |
| 2009       | Jelena Janković            | Dinara Safina              | 6:4, 6:2                   |
| 2008       | Nadieżda Pietrowa          | Nathalie Dechy             | 6:2, 6:1                   |
| 2007       | Anna Czakwetadze           | Akiko Morigami             | 6:1, 6:3                   |
| 2006       | Wiera Zwonariowa           | Katarina Srebotnik         | 6:2, 6:4                   |
| 2005       | Patty Schnyder             | Akiko Morigami             | 6:4, 6:0                   |
| 2004       | Lindsay Davenport          | Wiera Zwonariowa           | 6:3, 6:2                   |
| 1989– 2003 | Turniej nie był rozgrywany | Turniej nie był rozgrywany | Turniej nie był rozgrywany |
| 1988       | Barbara Potter             | Helen Kelesi               | 6:2, 6:2                   |
| 1974– 1987 | Turniej nie był rozgrywany | Turniej nie był rozgrywany | Turniej nie był rozgrywany |
| 1973       | Evonne Goolagong           | Chris Evert                | 6:2, 7:5                   |
| 1972       | Margaret Court             | Evonne Goolagong           | 3:6, 6:2, 7:5              |
| 1971       | Virginia Wade              | Linda Tuero                | 6:3, 6:3                   |
| 1970       | Rosie Casals               | Nancy Richey               | 6:3, 6:3                   |
| 1969       | Lesley Turner Bowrey       | Gail Chanfreau             | 1:6, 7:5, 10:10 krecz      |
| 1968       | Linda Tuero                | Tory Fretz                 | 6:1, 6:2                   |
| 1967       | Jane Bartkowicz            | Patsy Rippy                | 6:4, 6:1                   |
| 1966       | Jane Bartkowicz            | Peachy Kellmeyer           | 6:3, 6:3                   |
| 1965       | Stephanie DeFina           | Roberta Alison             | 10:8, 5:7, 6:4             |
| 1964       | Jean Danilovich            | Alice Tym                  | 6:1, 6:2                   |
| 1963       | Stephanie DeFina           | Jane Bartkowicz            | 7:5, 6:2                   |
| 1962       | Julie Heldman              | Roberta Alison             | 6:4, 6:4                   |
| 1961       | Peachy Kellmeyer           | Carole Caldwell Graebner   | 3:6, 12:10, 7:5            |
| 1960       | Carol Hanks                | Farel Footman              | 6:2, 4:6, 6:3              |

### Gra podwójna kobiet
| Rok        | Zwyciężczynie                       | Finalistki                                         | Wynik                      |
| 2025       | Gabriela Dabrowski Erin Routliffe   | Guo Hanyu Aleksandra Panowa                        | 6:4, 6:3                   |
| 2024       | Asia Muhammad Erin Routliffe        | Leylah Fernandez Julija Putincewa                  | 3:6, 6:1, 10–4             |
| 2023       | Alycia Parks Taylor Townsend        | Nicole Melichar-Martinez Ellen Perez               | 6:7(1), 6:4, 10–6          |
| 2022       | Ludmyła Kiczenok Jeļena Ostapenko   | Nicole Melichar-Martinez Ellen Perez               | 7:6(5), 6:3                |
| 2021       | Samantha Stosur Zhang Shuai         | Gabriela Dabrowski Luisa Stefani                   | 7:5, 6:3                   |
| 2020       | Květa Peschke Demi Schuurs          | Nicole Melichar Xu Yifan                           | 6:1, 4:6, 10–4             |
| 2019       | Lucie Hradecká Andreja Klepač       | Anna-Lena Grönefeld Demi Schuurs                   | 6:4, 6:1                   |
| 2018       | Lucie Hradecká Jekatierina Makarowa | Elise Mertens Demi Schuurs                         | 6:2, 7:5                   |
| 2017       | Chan Yung-jan Martina Hingis        | Hsieh Su-wei Monica Niculescu                      | 4:6, 6:4, 10–7             |
| 2016       | Sania Mirza Barbora Strýcová        | Martina Hingis Coco Vandeweghe                     | 7:5, 6:4                   |
| 2015       | Chan Hao-ching Chan Yung-jan        | Casey Dellacqua Jarosława Szwiedowa                | 7:5, 6:4                   |
| 2014       | Raquel Kops-Jones Abigail Spears    | Tímea Babos Kristina Mladenovic                    | 6:1, 2:0 krecz             |
| 2013       | Peng Shuai Hsieh Su-wei             | Anna-Lena Grönefeld Květa Peschke                  | 2:6, 6:3, 12–10            |
| 2012       | Andrea Hlaváčková Lucie Hradecká    | Katarina Srebotnik Zheng Jie                       | 6:1, 6:3                   |
| 2011       | Vania King Jarosława Szwiedowa      | Natalie Grandin Vladimíra Uhlířová                 | 6:4, 3:6, 11–9             |
| 2010       | Marija Kirilenko Wiktoryja Azaranka | Lisa Raymond Rennae Stubbs                         | 7:6(4), 7:6(8)             |
| 2009       | Cara Black Liezel Huber             | Nuria Llagostera Vives María José Martínez Sánchez | 6:3, 0:6, 10–2             |
| 2008       | Marija Kirilenko Nadieżda Pietrowa  | Hsieh Su-wei Jarosława Szwiedowa                   | 6:3, 4:6, 10–8             |
| 2007       | Bethanie Mattek Sania Mirza         | Alina Żydkowa Tacciana Puczak                      | 7:6(4), 7:5                |
| 2006       | Maria Elena Camerin Gisela Dulko    | Marta Domachowska Sania Mirza                      | 6:4, 3:6, 6:2              |
| 2005       | Laura Granville Abigail Spears      | Květa Peschke María Emilia Salerni                 | 3:6, 6:2, 6:4              |
| 2004       | Jill Craybas Marlene Weingärtner    | Emmanuelle Gagliardi Anna-Lena Grönefeld           | 7:5, 7:6(2)                |
| 1989– 2003 | Turniej nie był rozgrywany          | Turniej nie był rozgrywany                         | Turniej nie był rozgrywany |
| 1988       | Beth Herr Candy Reynolds            | Lindsay Bartlett Helen Kelesi                      | 4:6, 7:6(9), 6:1           |
| 1974– 1987 | Turniej nie był rozgrywany          | Turniej nie był rozgrywany                         | Turniej nie był rozgrywany |
| 1973       | Ilana Kloss Pat Walkden             | Evonne Goolagong Janet Young                       | 7:6, 3:6, 6:2              |
| 1972       | Margaret Court Evonne Goolagong     | Brenda Kirk Pat Pretorius                          | 6:4, 6:1                   |
| 1971       | Helen Gourlay Kerry Harris          | Gail Chanfreau Winnie Shaw                         | 6:4, 6:4                   |
| 1970       | Rosie Casals Gail Chanfreau         | Helen Gourlay cPat Walkden                         | 12:10, 6:1                 |
| 1969       | Kerry Harris Valerie Ziegenfuss     | Emilie Burrer Pam Richmond                         | 6:3, 9:7                   |
| 1968       | Emilie Burrer Linda Tuero           | Peggy Michel Carol Gay                             | 6:2, 6:3                   |